# Gran Premio San Giuseppe
El Gran Premio San Giuseppe es una carrera ciclista italiana de un día, que se disputa en la localidad de Montecassiano (provincia de Macerata) y sus alrededores, en el mes de marzo.
Se creó en 1985 como carrera amateur y hasta 2005 no fue profesional por ello la mayoría de ganadores han sido italianos. Desde la creación de los Circuitos Continentales UCI en 2005 forma parte del UCI Europe Tour, dentro de la categoría 1.2 (última categoría del profesionalismo).
Su recorrido consiste en una primera vuelta de 15 km para después dar 8 vueltas al circuito definitivo de 19 km que acaba en una pequeña subida que conduce al centro del municipio.
Está organizada por el Velo Club Montecassiano.

## Palmarés
En amarillo: edición amateur.
| Año  | Ganador              | Segundo           | Tercero           |
| ---- | -------------------- | ----------------- | ----------------- |
| 1985 | Marcello Bartalini   |                   |                   |
| 1986 | Fabio Roscioli       |                   |                   |
| 1987 | Tiziano Brichese     |                   |                   |
| 1988 | Andrea Solagna       |                   |                   |
| 1989 | Stefano Casagrande   |                   |                   |
| 1990 | Daniele Bruschi      |                   |                   |
| 1991 | Flavio Anastasia     |                   |                   |
| 1992 | Stefano Dante        |                   |                   |
| 1993 | Giuseppe Soldi       |                   |                   |
| 1994 | Alessandro Calzolari |                   |                   |
| 1995 | Alan Palotto         |                   |                   |
| 1996 | Stefano De Mauri     |                   |                   |
| 1997 | Moreno Di Biase      |                   |                   |
| 1998 | Nicola Ramacciotti   |                   |                   |
| 1999 | Mirko Marini         |                   |                   |
| 2000 | Roberto Savoldi      |                   |                   |
| 2001 | Samuele Vecchi       |                   |                   |
| 2002 | Antonio Aldape       |                   |                   |
| 2003 | Aleksandr Kuschynski | Gianluca Cavalli  | Gianluca Coletta  |
| 2004 | Mirko Allegrini      | Giairo Ermeti     | Alexey Shchebelin |
| 2005 | Martin Pedersen      | Maurizio Giardini | Matteo Priamo     |
| 2006 | Antonio Bucciero     | Marco Zanella     | David Garbelli    |
| 2007 | Andrey Solomennikov  | Vladimir Autko    | Wojciech Dybel    |
| 2008 | Damian Walczak       | Etienne Pieret    | Wojciech Dybel    |
| 2009 | Alessandro Malaguti  | Sergey Kolesnikov | Adriano Malori    |
| 2010 | Enrico Battaglin     | Maurizio Gorato   | Giuseppe Di Salvo |
| 2011 | Enrico Battaglin     | Massimo D'Elpidio | Alfio Locatelli   |
| 2012 | Ilya Gorodnichev     | Manuel Capillo    | Matteo Belli      |
| 2013 | Luca Chirico         | Paolo Colonna     | Luca Benedetti    |
| 2014 | Nicola Gaffurini     | Matteo Marcolin   | Giacomo Berlato   |
| 2015 | Gianni Moscon        | Nicola Bagioli    | Filippo Ganna     |

## Palmarés por países
| País        | Victorias |
| ----------- | --------- |
| Italia      | 28        |
| Rusia       | 2         |
| Bielorrusia | 1         |
| Dinamarca   | 1         |
| México      | 1         |
| Polonia     | 1         |